# INFORMA (小說)
《INFORMA》是沖田臥竜創作的小說，於2022年12月5日由Cyzo文藝部發行。改編電視劇於2023年1月20日至3月24日在關西電視台播映，由桐谷健太主演。

## 登場人物
木原慶次郎
熟悉社會、政治、娛樂等各個領域的內線人。前二代西宮會年輕的補佐。與警察和黑社會都有掛鉤，並在他們不知情的情況下操縱著訊息。
三島寛治
一家主打真實系的中型出版社「TIMES」週刊記者。木原常笑稱他為「傻蛋」。透過採訪木原的機會，延伸出追捕連環殺人案的兇手。

## 出版書籍
- INFORMA（2022年12月5日，Cyzo文藝部，ISBN 978-4-86625-165-3）[3]

## 電視劇

### 演員列表
主要人物 
- 木原慶次郎：桐谷健太
- 三島寛治：佐野玲於（GENERATIONS）

 週刊TIMES編集部 
- 長澤あすか：MEGUMI
- 箱崎徹：山中崇
- 有村：大島涼花

 神秘集團 
- 冴木亮平：森田剛
- 岡林秀樹：田島亮
- キム・サンイル：一之瀨亘

 警察 
- 丸山克次：高橋和也
- 水越文明：西村元貴

 六車連合 
- 河村恭介：淵上泰史
- クズオ：二之宮隆太郎
- シゲオ：藤井陽人

 瀧澤組 
- 瀧澤力也：千葉哲也
- 相田：般若

 其他 
- ナナ：北香那
- 竹森：濱津隆之
- 石上兼人：石橋蓮司
- 川俣：宮川一朗太
- アキホ：穗乃果凜
- 河村愛之介：橫濱流星

### 製作團隊
- 原作：沖田臥竜《INFORMA》（Cyzo文藝部）
- 編劇：酒井雅秋、澤口明宏
- 導演：藤井道人、逢坂元、曽根隼人、林田浩川
- 音樂：堤裕介[4]
- 製作人：豊福陽子、角田道明、岡光寛子
- 協力：株式會社Lat-Lon
- 製作：關西電視台

### 播放日程
| 集數   | 播出日期 | 標題 | 編劇                       | 導演     |
| ------ | -------- | ---- | -------------------------- | -------- |
| 第1話  | 1月20日  |      | 酒井雅秋 澤口明宏          | 藤井道人 |
| 第2話  | 1月27日  |      | 酒井雅秋 澤口明宏          | 藤井道人 |
| 第3話  | 2月03日  |      | 酒井雅秋 澤口明宏          | 逢坂元   |
| 第4話  | 2月10日  |      | 酒井雅秋 澤口明宏          | 逢坂元   |
| 第5話  | 2月17日  |      | 酒井雅秋 澤口明宏          | 林田浩川 |
| 第6話  | 2月24日  |      | 酒井雅秋 澤口明宏          | 藤井道人 |
| 第7話  | 3月03日  |      | 酒井雅秋 澤口明宏          | 曽根隼人 |
| 第8話  | 3月10日  |      | 酒井雅秋 澤口明宏 林田浩川 | 曽根隼人 |
| 第9話  | 3月17日  |      | 酒井雅秋 澤口明宏          | 曽根隼人 |
| 第10話 | 3月24日  |      | 酒井雅秋 澤口明宏          | 逢坂元   |

## 外部連結
- INFORMA （页面存档备份，存于）－關西電視台（日語）
  - INFORMA的X（前Twitter）
  - INFORMA的Instagram帳戶
- 在Netflix上觀看《INFORMA：神秘殺人事件》
- 在Netflix上觀看《INFORMA：地下世界的野獸們》

| 日本 關西電視台 EDGE                                          | 日本 關西電視台 EDGE                 | 日本 關西電視台 EDGE |
| ------------------------------------------------------------- | ------------------------------------ | -------------------- |
|                                                               | INFORMA （2022年10月21日－12月23日） |                      |
| 去參加聯誼，卻發現完全沒有女生在場 （2023年1月20日－3月24日） | 全裸開飯 （2023年4月14日－6月30日）  |                      |